# Riu San Juan (Argentina)
El San Juan és un curs d'aigua permanent, producte de la fusió glacial de la Serralada dels Andes. És el riu més important de la província de San Juan, i està localitzada en l'àrea centre-sud de la província al centre-oest de l'Argentina.
El San Juan subministra aigua al Gran San Juan, el desè centre urbà més important d'argentina que té prop de mixt milió d'habitants. A més és l'encarregat de regar mitjançant obres de canalització als oasis agrícoles de les Valls de Tulúm, Ullum i Zonda.
També subministra aigua pels sistemes de reg dels departaments Ullum, Zonda, Albardón, Angaco, San Martín, Caucete, Veinticinco de Mayo i Sarmiento, possibilitant el desenvolupament d'una agricultura intensiva, amb plantacions principalment de vinya que caracteritza a la regió.
És també el riu més caudal-ós i extens de la regió de Cuyo i la conca del riu Desaguadero/riu Colorado que desemboca en el Mar Argentí.